# Дністрівська сільська рада
Дні́стрівська сільська́ ра́да — адміністративно-територіальна одиниця та орган місцевого самоврядування в Кельменецькому районі Чернівецької області. Адміністративний центр — село Дністрівка.

## Загальні відомості
- Населення ради: 1 208 осіб (станом на 2001 рік)

## Населені пункти
Сільській раді були підпорядковані населені пункти:
- с. Дністрівка

## Склад ради
Рада складалася з 12 депутатів та голови.
- Голова ради: Цекало В'ячеслав Миколайович
- Секретар ради: Грифлюк Ольга Василівна

### Керівний склад попередніх скликань
| Прізвище, ім'я, по батькові  | Основні відомості                                                 | Дата обрання | Дата звільнення |
| ---------------------------- | ----------------------------------------------------------------- | ------------ | --------------- |
| Цекало В'ячеслав Миколайович | Сільський голова, 1964 року народження, освіта вища, безпартійний | 26.03.2006   | 31.10.2010      |
| Цекало В'ячеслав Миколайович | Сільський голова, 1964 року народження, освіта вища, безпартійний | 31.10.2010   | 25.10.2015      |
| Цекало В'ячеслав Миколайович | Сільський голова, 1964 року народження, освіта вища, безпартійний | 25.10.2015   |                 |

Примітка: таблиця складена за даними сайту Верховної Ради України та ЦВК

### Депутати VII скликання
За результатами місцевих виборів 2015 року депутатами ради стали:

#### За суб'єктами висування
| Суб'єкт висування                                       | Кількість обраних депутатів | %     |
| ------------------------------------------------------- | --------------------------- | ----- |
| Політична партія Всеукраїнське об'єднання «Батьківщина» | 6                           | 50.00 |
| Самовисування                                           | 6                           | 50.00 |

#### За округами
| № округу | Прізвище, ім'я, по батькові     | Ким висунуто                                            | Дата нар.  | Освіта              | Партійна приналежність                                        | Відомості                                                          |
| -------- | ------------------------------- | ------------------------------------------------------- | ---------- | ------------------- | ------------------------------------------------------------- | ------------------------------------------------------------------ |
| 1        | Метерчук Олександр Іванович     | Самовисування                                           | 15.09.1956 | вища                | безпартійний                                                  | Дністрівська сільська рада, спеціаліст ІІ категорії                |
| 2        | Медведюк Лілія Миколаївна       | політична партія Всеукраїнське об'єднання «Батьківщина» | 02.01.1961 | професійно-технічна | безпартійна                                                   | ТОВ «Дністрові роси», завідувач їдальні                            |
| 3        | Грифлюк Ольга Василівна         | Самовисування                                           | 07.04.1970 | вища                | безпартійна                                                   | Дністрівська сільська рада, секретар                               |
| 4        | Рибак Валентин Петрович         | політична партія Всеукраїнське об'єднання «Батьківщина» | 08.03.1960 | вища                | член політичної партії Всеукраїнське об'єднання «Батьківщина» | пенсіонер                                                          |
| 5        | Цекало Зоя Іванівна             | Самовисування                                           | 02.01.1962 | вища                | безпартійна                                                   | Дністрівський НВК, директор                                        |
| 6        | Венгренюк Юрій Вікторович       | політична партія Всеукраїнське об'єднання «Батьківщина» | 06.05.1976 | загальна середня    | безпартійний                                                  | Тимчасово не працює                                                |
| 7        | Ткач Василь Іванович            | політична партія Всеукраїнське об'єднання «Батьківщина» | 25.01.1947 | вища                | безпартійний                                                  | пенсіонер                                                          |
| 8        | Прокопишен Анатолій Миколайович | політична партія Всеукраїнське об'єднання «Батьківщина» | 07.03.1960 | загальна середня    | безпартійний                                                  | ТОВ «Серединецьке», охоронець                                      |
| 9        | Тимчик Наталія Валеріївна       | Самовисування                                           | 17.04.1982 | вища                | безпартійна                                                   | Дністрівський НВК, заступник директора з навчально-виховної роботи |
| 10       | Толошняк Людмила Василівна      | Самовисування                                           | 15.08.1976 | вища                | безпартійна                                                   | Дністрівська сільська рада, головний бухгалтер                     |
| 11       | Рибак Марія Миколаївна          | Самовисування                                           | 16.12.1957 | загальна середня    | безпартійна                                                   | Кельменецький територіальний центр, соціальний працівник           |
| 12       | Бабій Віталій Васильович        | політична партія Всеукраїнське об'єднання «Батьківщина» | 02.08.1971 | загальна середня    | безпартійний                                                  | Корпорація «СВАРОГ», тракторист                                    |

### Депутати VI скликання
За результатами місцевих виборів 2010 року депутатами ради стали:

#### За суб'єктами висування
| Суб'єкт висування                                       | Кількість обраних депутатів | %  |
| ------------------------------------------------------- | --------------------------- | -- |
| Партія регіонів                                         | 12                          | 75 |
| Політична партія Всеукраїнське об'єднання «Батьківщина» | 4                           | 25 |

#### За округами
| № округу                                                | Прізвище, ім'я, по батькові      | Дата визнання обраним | Освіта  | Партійна приналежність                        | Відомості про обраного депутата                                                    |
| ------------------------------------------------------- | -------------------------------- | --------------------- | ------- | --------------------------------------------- | ---------------------------------------------------------------------------------- |
| Партія регіонів                                         |                                  |                       |         |                                               |                                                                                    |
| 1                                                       | Крушенівський Володимир Іванович | 01.11.2010            | вища    | член Партії регіонів                          | ТОВ «Серединецьке», тракторист                                                     |
| 3                                                       | Добрюк Іван Петрович             | 01.11.2010            | середня | член Партії регіонів                          | механік                                                                            |
| 4                                                       | Грифлюк Ольга Василівна          | 01.11.2010            | вища    | позапартійна                                  | Дністровська сільська рада, секретар                                               |
| 5                                                       | Грифлюк Олександр Васильович     | 01.11.2010            | вища    | член Партії регіонів                          | ТзОВ «Дністрові роси», охоронець                                                   |
| 6                                                       | Грифлюк Марія Михайлівна         | 01.11.2010            | вища    | позапартійна                                  | пенсіонер                                                                          |
| 7                                                       | Божовська Наталія Василівна      | 01.11.2010            | вища    | член Партії регіонів                          | ТОВ «Дністрові роси», інспектор відділу кадрів                                     |
| 8                                                       | Медведик Лідія Миколаївна        | 01.11.2010            | вища    | член Партії регіонів                          | ТОВ «Дністрові роси», завідувачка їдальні                                          |
| 9                                                       | Кушнір Іван Михайлович           | 01.11.2010            | вища    | член Партії регіонів                          | Дністрівська загальноосвітня школа І-ІІІ ст., вчитель                              |
| 10                                                      | Гацманюк Алла Анатоліївна        | 01.11.2010            | вища    | член Партії регіонів                          | Дністрівська загальноосвітня школа І-ІІІ ст., директор                             |
| 12                                                      | Адамчук Ірина Василівна          | 01.11.2010            | вища    | член Партії регіонів                          | Дністрівська загальноосвітня школа І-ІІІ ст., вчитель                              |
| 14                                                      | Толошняк Людмила Василівна       | 01.11.2010            | вища    | позапартійна                                  | Дністровська сільська рада, головний бухгалтер                                     |
| 15                                                      | Рибак Микола Никифорович         | 01.11.2010            | вища    | член Партії регіонів                          | ТОВ «Дністрові роси», завідувач гаражу                                             |
| Політична партія Всеукраїнське об'єднання «Батьківщина» |                                  |                       |         |                                               |                                                                                    |
| 2                                                       | Марчук Віктор Данилович          | 01.11.2010            | вища    | член Всеукраїнського об'єднання «Батьківщина» | Бузовицька загальноосвітня школа І-ІІІ ст., вчитель                                |
| 11                                                      | Метерчук Олександр Іванович      | 01.11.2010            | вища    | член Всеукраїнського об'єднання «Батьківщина» | Дністровська сільська рада, спеціаліст ІІ категорії                                |
| 13                                                      | Рибак Марія Миколаївна           | 01.11.2010            | середня | член Всеукраїнського об'єднання «Батьківщина» | Кельменецький територіальний центр обслуговування пенсіонерів, соціальний робітник |
| 16                                                      | Бурмистер Дмитро Петрович        | 01.11.2010            | вища    | член Всеукраїнського об'єднання «Батьківщина» | Дністровська рибінспекція, тракторист                                              |

## Населення
Згідно з переписом УРСР 1989 року чисельність наявного населення сільської ради становила 1252 особи, з яких 542 чоловіки та 710 жінок.
За переписом населення України 2001 року в сільській раді мешкали 1204 особи.

### Мова
Розподіл населення за рідною мовою за даними перепису 2001 року:
| Мова       | Відсоток |
| ---------- | -------- |
| українська | 98,59 %  |
| російська  | 0,99 %   |
| молдовська | 0,17 %   |
| румунська  | 0,17 %   |